# Air Burundi
Air Burundi — государственная авиакомпания Бурунди. Не выполняет полёты с 2009 года.
Авиакомпания выполняла регулярные пассажирские рейсы в Руанду, Танзанию и Уганду из международного аэропорта Бужумбуры, который являлся базовым для неё.

## История
Авиакомпания была основана в апреле 1971 года и начала свою деятельность в 1975 году. Полёты совершались на двух Douglas DC-3, к которым в 1980 году добавились ещё три самолёта: два De Havilland Canada DHC-6 Twin Otter (9U-BHA и 9U-BHB) и Sud Aviation Caravelle (9U-BTA). В 1996 году из-за гражданской войны авиасообщение в стране было парализовано. В 1999 году Восточноафриканское сообщество отменило санкции в отношении Бурунди, и авиакомпания возобновила свою деятельность с 1 февраля 1999 года.
В сентябре 2009 года у авиакомпании не хватило средств для проведения капитального ремонта своего самолёта, поэтому она вынужденно приостановила полёты.

## Направления
До того, как авиакомпания приостановила полёты, Air Burundi выполняла регулярные рейсы в города: